# Hear Me Calling
Hear Me Calling è un singolo del rapper statunitense Juice Wrld, pubblicato il 1º marzo 2019 come sesto estratto dal suo secondo album in studio Death Race for Love.

## Tracce
Testi e musiche di Jarad Higgins, George Dickinson, Nathanial Caserta.
1. Hear Me Calling – 3:09

## Classifiche
| Classifica (2019) | Posizione massima |
| ----------------- | ----------------- |
| Australia         | 54                |
| Canada            | 45                |
| Lituania          | 82                |
| Nuova Zelanda     | 9                 |
| Regno Unito       | 58                |
| Stati Uniti       | 38                |